# Apocephalus wheeleri
Apocephalus wheeleri är en tvåvingeart som beskrevs av Charles Thomas Brues 1904. Apocephalus wheeleri ingår i släktet Apocephalus och familjen puckelflugor. Inga underarter finns listade i Catalogue of Life.